# Ligue A 2018-2019 (maschile)
La Ligue A 2018-2019 si è svolta dal 12 ottobre 2018 al 10 maggio 2019: al torneo hanno partecipato tredici squadre di club francesi e la vittoria finale è andata per l'ottava volta, la seconda consecutiva, al Tours.

## Regolamento

### Formula
Le squadre hanno disputato un girone all'italiana, con gare di andata e ritorno, per un totale di ventisei giornate; al termine della regular season:
- Le prime otto classificate hanno acceduto ai play-off scudetto, strutturati in quarti di finale, semifinali e finale, tutte giocate al meglio di due vittorie su tre gare.

### Criteri di classifica
Se il risultato finale è stato di 3-0 o 3-1 sono stati assegnati 3 punti alla squadra vincente e 0 a quella sconfitta, se il risultato finale è stato di 3-2 sono stati assegnati 2 punti alla squadra vincente e 1 a quella sconfitta.
L'ordine del posizionamento in classifica è stato definito in base a:
- Punti;
- Numero di partite vinte;
- Ratio dei set vinti/persi;
- Ratio dei punti realizzati/subiti.

## Squadre partecipanti
Al campionato di Ligue A 2018-19 hanno partecipato tredici squadre: quella neopromossa dalla Ligue B è stata il Cannes. A seguito dell'ampliamento del campionato a quattordici squadre sono state riprescate il Narbonne e lo Spacer's Toulouse; al posto del Paris, retrocesso d'ufficio in Ligue B per irregolarità finanziarie, non è stato ripescata alcuna squadra.
| Club              | Città       | Palazzetto                              | Stagione precedente                                     |
| ----------------- | ----------- | --------------------------------------- | ------------------------------------------------------- |
| Arago de Sète     | Sète        | Halle des Sports Louis Marty Sète       | 8ª in Ligue A Quarti di finale play-off scudetto        |
| Cannes            | Cannes      | Palais des Victoires Cannes             | 1ª in Ligue B                                           |
| Chaumont          | Chaumont    | Salle Jean-Masson Chaumont              | 2ª in Ligue A Finale play-off scudetto                  |
| Gazélec Ajaccio   | Ajaccio     | U Palatinu Ajaccio                      | 4ª in Ligue A Semifinali play-off scudetto              |
| Montpellier       | Montpellier | Palais des Sports Coubertin Montpellier | 6ª in Ligue A Quarti di finale play-off scudetto        |
| Nantes            | Nantes      | Gymnase Arthur Dugast Rezé              | 10ª in Ligue A                                          |
| Narbonne          | Narbona     | Palais du Travail Narbona               | 2ª in Ligue B Finale play-off promozione                |
| Nice              | Nizza       | Salle Palmeira-Gianmarchi Nizza         | 9ª in Ligue A                                           |
| Rennes            | Rennes      | Salle Colette-Besson Rennes             | 11ª in Ligue A Vincitrice play-off promozione (Ligue B) |
| Spacer's Toulouse | Tolosa      | Palais des Sports André-Brouat Tolosa   | 12ª in Ligue A                                          |
| Stade Poitevin    | Poitiers    | Salle Frédéric Lawson-Body Poitiers     | 5ª in Ligue A Quarti di finale play-off scudetto        |
| Tourcoing         | Tourcoing   | Complexe sportif Léo Lagrange Tourcoing | 7ª in Ligue A Quarti di finale play-off scudetto        |
| Tours             | Tours       | Salle Robert-Grenon Tours               | 1ª in Ligue A Campione di Francia                       |

## Torneo

### Regular season

#### Risultati
| Prima giornata |                                 |        |                            |
|                |                                 |        |                            |
| Riposa:        | Nantes                          | Nantes | Nantes                     |
| 12-10          | Tours - Cannes                  | 3-1    | 25-16, 20-25, 25-22, 25-22 |
| 12-10          | Spacer's Toulouse - Tourcoing   | 1-3    | 17-25, 26-28, 26-24, 24-26 |
| 12-10          | Montpellier - Narbonne          | 3-1    | 22-25, 25-18, 25-22, 25-21 |
| 12-10          | Rennes - Nice                   | 3-0    | 25-18, 25-21, 25-22        |
| 13-10          | Arago de Sète - Gazélec Ajaccio | 3-1    | 25-19, 21-25, 26-24, 25-20 |
| 13-10          | Stade Poitevin - Chaumont       | 3-1    | 25-18, 25-22, 22-25, 25-17 |

| Seconda giornata |                              |      |                                   |
|                  |                              |      |                                   |
| Riposa:          | Nice                         | Nice | Nice                              |
| 16-10            | Tourcoing-Rennes             | 0-3  | 29-17, 23-25, 22-25               |
| 16-10            | Gazélec Ajaccio - Tours      | 3-1  | 25-23, 25-22, 17-25, 25-17        |
| 16-10            | Narbonne - Spacer's Toulouse | 0-3  | 21-25, 14-25, 26-28               |
| 16-10            | Cannes - Montpellier         | 3-2  | 21-25, 25-16, 25-22, 24-26, 18-16 |
| 16-10            | Nantes - Stade Poitevin      | 1-3  | 19-25, 22-25, 25-20, 16-25        |
| 27-11            | Chaumont - Arago de Sète     | 3-0  | 25-18, 25-16, 25-21               |

| Terza giornata |                                |          |                            |
|                |                                |          |                            |
| Riposa:        | Chaumont                       | Chaumont | Chaumont                   |
| 19-10          | Rennes - Gazélec Ajaccio       | 3-0      | 25-20, 25-23, 25-23        |
| 19-10          | Narbonne - Nantes              | 1-3      | 18-25, 23-25, 26-24, 20-25 |
| 20-10          | Spacer's Toulouse - Cannes     | 3-0      | 25-21, 25-18, 25-18        |
| 20-10          | Stade Poitevin - Arago de Sète | 3-0      | 25-22, 25-16, 25-20        |
| 20-10          | Tours - Tourcoing              | 3-0      | 25-23, 25-16, 25-14        |
| 20-10          | Montpellier - Nice             | 3-0      | 26-24, 25-18, 25-18        |

| Quarta giornata |                                     |                |                                   |
|                 |                                     |                |                                   |
| Riposa:         | Stade Poitevin                      | Stade Poitevin | Stade Poitevin                    |
| 26-10           | Arago de Sète - Nice                | 0-3            | 23-25, 19-25, 21-25               |
| 26-10           | Tourcoing - Narbonne                | 2-3            | 25-21, 21-25, 20-25, 25-22, 9-15  |
| 26-10           | Nantes - Montpellier                | 3-2            | 25-17, 25-23, 21-25, 23-25, 15-9  |
| 27-10           | Chaumont - Tours                    | 3-2            | 25-20, 25-22, 19-25, 26-28, 15-13 |
| 27-10           | Gazélec Ajaccio - Spacer's Toulouse | 3-0            | 25-23, 25-22, 25-19               |
| 27-10           | Cannes - Rennes                     | 0-3            | 19-25, 15-25, 21-25               |

| Quinta giornata |                           |        |                                   |
|                 |                           |        |                                   |
| Riposa:         | Cannes                    | Cannes | Cannes                            |
| 02-11           | Nice - Gazélec Ajaccio    | 3-1    | 28-26, 23-25, 25-19, 25-21        |
| 02-11           | Tours - Spacer's Toulouse | 3-1    | 25-17, 26-24, 21-25, 25-14        |
| 02-11           | Rennes - Stade Poitevin   | 2-3    | 25-22, 18-25, 16-25, 27-25, 13-15 |
| 02-11           | Nantes - Arago de Sète    | 3-0    | 25-19, 25-17, 25-23               |
| 03-11           | Montpellier - Tourcoing   | 3-0    | 25-23, 36-34, 28-26               |
| 03-11           | Narbonne - Chaumont       | 2-3    | 25-21, 16-25, 25-15, 14-25, 9-15  |

| Sesta giornata |                                 |               |                                   |
|                |                                 |               |                                   |
| Riposa:        | Arago de Sète                   | Arago de Sète | Arago de Sète                     |
| 09-11          | Cannes - Nantes                 | 0-3           | 19-25, 21-25, 21-25               |
| 09-11          | Spacer's Toulouse - Montpellier | 2-3           | 25-23, 25-18, 25-27, 19-25, 12-15 |
| 09-11          | Tourcoing - Nice                | 3-1           | 25-23, 23-25, 25-14, 25-20        |
| 10-11          | Stade Poitevin - Tours          | 0-3           | 20-25, 22-25, 25-27               |
| 10-11          | Chaumont - Rennes               | 3-2           | 23-25, 33-35, 25-19, 25-20, 15-7  |
| 10-11          | Gazélec Ajaccio - Narbonne      | 3-0           | 25-23, 26-24, 25-18               |

| Settima giornata |                            |           |                                   |
|                  |                            |           |                                   |
| Riposa:          | Tourcoing                  | Tourcoing | Tourcoing                         |
| 16-11            | Narbonne - Stade Poitevin  | 1-3       | 20-25, 21-25, 25-19, 23-25        |
| 16-11            | Tours - Arago de Sète      | 3-0       | 25-13, 25-15, 26-24               |
| 16-11            | Rennes - Spacer's Toulouse | 3-1       | 25-19, 24-26, 25-22, 27-25        |
| 16-11            | Nice - Cannes              | 3-0       | 31-29, 29-27, 25-21               |
| 17-11            | Nantes - Gazélec Ajaccio   | 3-0       | 30-28, 27-25, 25-21               |
| 17-11            | Montpellier - Chaumont     | 3-2       | 23-25, 23-25, 25-21, 25-19, 15-12 |

| Ottava giornata |                                  |       |                                   |
|                 |                                  |       |                                   |
| Riposa:         | Tours                            | Tours | Tours                             |
| 23-11           | Stade Poitevin - Gazélec Ajaccio | 1-3   | 27-25, 22-25, 15-25, 25-27        |
| 23-11           | Arago de Sète - Tourcoing        | 3-2   | 26-28, 25-21, 25-23, 20-25, 15-11 |
| 23-11           | Spacer's Toulouse - Nice         | 3-1   | 25-19, 18-25, 25-17, 25-21        |
| 24-11           | Chaumont - Nantes                | 0-3   | 18-25, 27-29, 23-25               |
| 24-11           | Cannes - Narbonne                | 1-3   | 20-25, 10-25, 25-20, 15-25        |
| 24-11           | Rennes - Montpellier             | 3-1   | 25-20, 17-25, 25-20, 25-16        |

| Nona giornata |                                   |             |                                  |
|               |                                   |             |                                  |
| Riposa:       | Montpellier                       | Montpellier | Montpellier                      |
| 30-11         | Narbonne - Rennes                 | 0-3         | 222-25, 26-28, 18-25             |
| 30-11         | Spacer's Toulouse - Arago de Sète | 3-1         | 25-23, 21-25, 25-23, 25-18       |
| 30-11         | Nice - Chaumont                   | 0-3         | 15-25, 27-29, 14-25              |
| 01-12         | Tourcoing - Stade Poitevin        | 0-3         | 23-25, 13-25, 22-25              |
| 01-12         | Gazélec Ajaccio - Cannes          | 3-1         | 25-19, 25-16, 21-25, 25-18       |
| 01-12         | Nantes - Tours                    | 2-3         | 25-21, 22-25, 21-25, 26-24, 7-15 |

| Decima giornata |                              |                   |                                   |
|                 |                              |                   |                                   |
| Riposa:         | Spacer's Toulouse            | Spacer's Toulouse | Spacer's Toulouse                 |
| 07-12           | Arago de Sète - Rennes       | 0-3               | 18-25, 21-25, 16-25               |
| 07-12           | Tours - Narbonne             | 3-0               | 25-22, 25-23, 25-16               |
| 07-12           | Nantes - Nice                | 0-3               | 22-25, 20-25, 9-25                |
| 08-12           | Stade Poitevin - Montpellier | 3-1               | 25-19, 15-25, 26-24, 25-19        |
| 08-12           | Cannes - Tourcoing           | 2-3               | 16-25, 25-21, 16-25, 25-15, 9-15  |
| 08-12           | Chaumont - Gazélec Ajaccio   | 3-2               | 25-15, 26-28, 20-25, 26-24, 15-10 |

| Undicesima giornata |                             |        |                                   |
|                     |                             |        |                                   |
| Riposa:             | Rennes                      | Rennes | Rennes                            |
| 14-12               | Tourcoing - Gazélec Ajaccio | 2-3    | 21-25, 26-24, 25-18, 22-25, 13-15 |
| 14-12               | Nice - Stade Poitevin       | 3-2    | 25-22, 23-25, 16-25, 25-17, 15-9  |
| 15-12               | Spacer's Toulouse - Nantes  | 3-0    | 25-15, 25-21, 25-16               |
| 15-12               | Cannes - Chaumont           | 1-3    | 22-25, 25-19, 21-25, 23-25        |
| 15-12               | Montpellier - Tours         | 2-3    | 20-25, 17-25, 25-21, 25-19, 11-15 |
| 15-12               | Narbonne - Arago de Sète    | 3-0    | 25-13, 25-21, 25-19               |

| Dodicesima giornata |                                    |          |                            |
|                     |                                    |          |                            |
| Riposa:             | Narbonne                           | Narbonne | Narbonne                   |
| 21-12               | Arago de Sète - Cannes             | 1-3      | 22-25, 25-18, 23-25, 24-26 |
| 22-12               | Stade Poitevin - Spacer's Toulouse | 3-1      | 26-24, 25-23, 24-26, 25-19 |
| 22-12               | Tours - Nice                       | 3-1      | 27-25, 19-25, 29-27, 25-23 |
| 22-12               | Gazélec Ajaccio - Montpellier      | 0-3      | 25-27, 24-26, 16-25        |
| 22-12               | Chaumont - Tourcoing               | 3-1      | 25-22, 25-21, 19-25, 25-23 |
| 22-12               | Nantes - Rennes                    | 1-3      | 25-23, 18-25, 16-25, 19-25 |

| Tredicesima giornata |                              |                 |                                  |
|                      |                              |                 |                                  |
| Riposa:              | Gazélec Ajaccio              | Gazélec Ajaccio | Gazélec Ajaccio                  |
| 11-01                | Montepellier - Arago de Sète | 3-1             | 25-12, 25-14, 22-25, 25-23       |
| 11-01                | Nice - Narbonne              | 3-0             | 25-20, 25-20, 25-16              |
| 11-01                | Spacer's Toulouse - Chaumont | 3-0             | 25-22, 26-24, 28-26              |
| 12-01                | Rennes - Tours               | 2-3             | 25-22, 23-25, 23-25, 25-21, 7-15 |
| 12-01                | Cannes - Stade Poitevin      | 3-0             | 25-18, 25-19, 25-15              |
| 13-01                | Tourcoing - Nantes           | 3-0             | 25-15, 25-22, 25-17              |

| Quattordicesima giornata |                                 |                |                                   |
|                          |                                 |                |                                   |
| Riposa:                  | Stade Poitevin                  | Stade Poitevin | Stade Poitevin                    |
| 20-01                    | Nice - Rennes                   | 3-2            | 25-23, 23-25, 26-24, 20-25, 15-10 |
| 20-01                    | Montpellier - Spacer's Toulouse | 3-1            | 22-25, 25-20, 25-23, 25-20        |
| 20-01                    | Nantes - Cannes                 | 3-0            | 25-20, 27-25, 25-22               |
| 19-01                    | Arago de Sète - Chaumont        | 0-3            | 22-25, 12-25, 20-25               |
| 19-01                    | Narbonne - Tourcoing            | 3-0            | 25-20, 26-24, 25-20               |
| 20-01                    | Tours - Gazélec Ajaccio         | 3-0            | 25-20, 25-23, 25-22               |

| Quindicesima giornata |                            |        |                                   |
|                       |                            |        |                                   |
| Riposa:               | Cannes                     | Cannes | Cannes                            |
| 26-01                 | Spacer's Toulouse - Rennes | 3-0    | 25-22, 25-22, 25-22               |
| 26-01                 | Tourcoing - Montpellier    | 1-3    | 25-22, 18-25, 21-25, 22-25        |
| 26-01                 | Arago de Sète - Tours      | 0-3    | 25-27, 13-25, 21-25               |
| 26-01                 | Stade Poitevin - Nantes    | 3-2    | 25-16, 25-17, 22-25, 11-25, 15-12 |
| 26-01                 | Chaumont - Narbonne        | 1-3    | 25-19, 22-25, 26-28, 19-25        |
| 26-01                 | Gazélec Ajaccio - Nice     | 2-3    | 25-18, 21-25, 20-25, 25-19, 11-15 |

| Sedicesima giornata |                            |               |                                   |
|                     |                            |               |                                   |
| Riposa:             | Arago de Sète              | Arago de Sète | Arago de Sète                     |
| 01-02               | Nice - Spacer's Toulouse   | 3-0           | 25-17, 26-24, 25-15               |
| 02-02               | Tours - Stade Poitevin     | 3-0           | 25-15, 25-13, 25-20               |
| 02-02               | Narbonne - Gazélec Ajaccio | 0-3           | 28-30, 15-25, 21-25               |
| 02-02               | Rennes - Tourcoing         | 3-2           | 21-25, 25-23, 23-25, 25-17, 15-12 |
| 02-02               | Nantes - Chaumont          | 3-1           | 21-25, 25-23, 25-20, 25-18        |
| 02-02               | Montpellier - Cannes       | 3-0           | 25-20, 35-33, 25-18               |

| Diciassettesima giornata |                               |       |                            |
|                          |                               |       |                            |
| Riposa:                  | Tours                         | Tours | Tours                      |
| 08-02                    | Arago de Sète - Nantes        | 3-1   | 25-18, 23-25, 25-15, 25-23 |
| 08-02                    | Gazélec Ajaccio - Rennes      | 3-0   | 25-22, 25-20, 25-20        |
| 08-02                    | Tourcoing - Spacer's Toulouse | 3-0   | 25-21, 25-14, 25-14        |
| 08-02                    | Cannes - Nice                 | 0-3   | 17-25, 29-31, 19-25        |
| 09-02                    | Stade Poitevin - Narbonne     | 0-3   | 18-25, 23-25, 15-25        |
| 09-02                    | Chaumont - Montpellier        | 3-1   | 25-23, 18-25, 25-19, 25-19 |

| Diciottesima giornata |                                     |        |                                   |
|                       |                                     |        |                                   |
| Riposa:               | Nantes                              | Nantes | Nantes                            |
| 15-02                 | Nice - Arago de Sète                | 3-2    | 25-21, 22-25, 25-21, 24-26, 15-11 |
| 16-02                 | Tourcoing - Cannes                  | 3-0    | 25-21, 25-22, 25-14               |
| 16-02                 | Spacer's Toulouse - Gazélec Ajaccio | 0-3    | 24-26, 16-25, 22-25               |
| 16-02                 | Rennes - Chaumont                   | 1-3    | 28-30, 15-25, 25-23, 21-25        |
| 16-02                 | Montpellier - Stade Poitevin        | 3-1    | 27-29, 25-14, 25-19, 25-23        |
| 16-02                 | Narbonne - Tours                    | 1-3    | 25-19, 18-25, 18-25, 19-25        |

| Diciannovesima giornata |                             |             |                                  |
|                         |                             |             |                                  |
| Riposa:                 | Montpellier                 | Montpellier | Montpellier                      |
| 19-02                   | Arago de Sète - Narbonne    | 3-2         | 25-19, 22-25, 23-25, 25-20, 15-8 |
| 19-02                   | Cannes - Spacer's Toulouse  | 3-0         | 25-20, 25-18, 25-16              |
| 19-02                   | Tours - Nantes              | 3-0         | 25-15, 25-23, 25-22              |
| 19-02                   | Gazélec Ajaccio - Tourcoing | 3-1         | 32-30, 25-21, 18-25, 25-20       |
| 19-02                   | Chaumont - Nice             | 1-3         | 22-25, 25-16, 19-25, 22-25       |
| 19-02                   | Stade Poitevin - Rennes     | 1-3         | 20-25, 25-22, 21-25, 21-25       |

| Ventesima giornata |                                  |                   |                                   |
|                    |                                  |                   |                                   |
| Riposa:            | Spacer's Toulouse                | Spacer's Toulouse | Spacer's Toulouse                 |
| 22-02              | Gazélec Ajaccio - Stade Poitevin | 3-0               | 26-24, 25-22, 25-19               |
| 22-02              | Nice - Tours                     | 0-3               | 18-25, 23-25, 27-29               |
| 23-02              | Tourcoing - Chaumont             | 3-2               | 25-27, 25-23, 27-29, 25-21, 20-18 |
| 23-02              | Montpellier - Nantes             | 3-0               | 25-21, 25-20, 25-16               |
| 23-02              | Narbonne - Cannes                | 3-0               | 25-21, 25-19, 25-22               |
| 23-02              | Rennes - Arago de Sète           | 3-0               | 25-19, 25-9, 25-16                |

| Ventunesima giornata |                              |      |                                   |
|                      |                              |      |                                   |
| Riposa:              | Nice                         | Nice | Nice                              |
| 28-02                | Nantes - Narbonne            | 3-1  | 25-21, 26-28, 25-18, 25-18        |
| 01-03                | Arago de Sète - Montpellier  | 0-3  | 19-25, 16-25, 22-25               |
| 02-03                | Stade Poitevin - Tourcoing   | 0-3  | 27-29, 19-25, 22-25               |
| 02-03                | Chaumont - Spacer's Toulouse | 3-0  | 25-21, 25-18, 25-21               |
| 02-03                | Cannes - Gazélec Ajaccio     | 2-3  | 25-16, 25-27, 33-35, 25-17, 13-15 |
| 03-03                | Tours - Rennes               | 3-1  | 25-23, 25-23, 26-28, 25-22        |

| Ventiduesima giornata |                                    |          |                            |
|                       |                                    |          |                            |
| Riposa:               | Chaumont                           | Chaumont | Chaumont                   |
| 14-03                 | Gazélec Ajaccio - Arago de Sète    | 3-0      | 25-21, 25-23, 25-17        |
| 15-03                 | Tourcoing - Tours                  | 0-3      | 23-25, 23-25, 19-25        |
| 15-03                 | Spacer's Toulouse - Stade Poitevin | 0-3      | 17-25, 24-26, 23-25        |
| 15-03                 | Nice - Nantes                      | 3-0      | 25-19, 25-23, 25-14        |
| 15-03                 | Narbonne - Montpellier             | 0-3      | 17-25, 22-25, 20-25        |
| 15-03                 | Rennes - Cannes                    | 3-1      | 19-25, 25-19, 25-18, 27-25 |

| Ventitreesima giornata |                                   |        |                                   |
|                        |                                   |        |                                   |
| Riposa:                | Rennes                            | Rennes | Rennes                            |
| 22-03                  | Arago de Sète - Spacer's Toulouse | 3-1    | 25-21, 25-19, 25-27, 25-23        |
| 22-03                  | Narbonne - Nice                   | 3-0    | 25-21, 25-15, 25-22               |
| 23-03                  | Stade Poitevin - Cannes           | 3-0    | 25-21, 25-18, 25-15               |
| 23-03                  | Tours - Chaumont                  | 3-2    | 18-25, 25-17, 21-25, 25-16, 15-13 |
| 23-03                  | Montpellier - Gazélec Ajaccio     | 1-3    | 25-27, 21-25, 27-25, 21-25        |
| 23-03                  | Nantes - Tourcoing                | 3-0    | 25-20, 25-15, 26-24               |

| Ventiquattresima giornata |                           |           |                                   |
|                           |                           |           |                                   |
| Riposa:                   | Tourcoing                 | Tourcoing | Tourcoing                         |
| 29-03                     | Spacer's Toulouse - Tours | 2-3       | 25-19, 25-22, 21-25, 21-25, 14-16 |
| 29-03                     | Nice - Montpellier        | 3-0       | 25-21, 25-19, 25-16               |
| 30-03                     | Gazélec Ajaccio - Nantes  | 3-1       | 21-25, 25-19, 25-23, 28-26        |
| 30-03                     | Chaumont - Stade Poitevin | 3-1       | 25-17, 21-25, 25-19, 25-13        |
| 30-03                     | Rennes - Narbonne         | 3-2       | 19-25, 17-25, 25-17, 25-15, 15-12 |
| 31-03                     | Cannes - Arago de Sète    | 3-0       | 25-21, 25-17, 25-18               |

| Venticinquesima giornata |                                |          |                                   |
|                          |                                |          |                                   |
| Riposa:                  | Narbonne                       | Narbonne | Narbonne                          |
| 05-04                    | Arago de Sète - Stade Poitevin | 3-1      | 25-18, 18-25, 25-20, 25-17        |
| 05-04                    | Nice - Tourcoing               | 3-0      | 25-20, 25-18, 30-28               |
| 06-04                    | Montpellier - Rennes           | 3-0      | 25-19, 25-17, 25-23               |
| 06-04                    | Gazélec Ajaccio - Chaumont     | 3-1      | 19-25, 26-24, 25-23, 25-23        |
| 06-04                    | Cannes - Tours                 | 2-3      | 21-25, 25-22, 33-31, 22-25, 12-15 |
| 07-04                    | Nantes - Spacer's Toulouse     | 3-0      | 25-19, 25-13, 25-19               |

| Ventiseiesima giornata |                              |                 |                                  |
|                        |                              |                 |                                  |
| Riposa:                | Gazélec Ajaccio              | Gazélec Ajaccio | Gazélec Ajaccio                  |
| 13-04                  | Stade Poitevin - Nice        | 3-0             | 25-20, 25-21, 25-22              |
| 13-04                  | Chaumont - Cannes            | 3-1             | 23-25, 25-16, 25-22, 25-23       |
| 13-04                  | Spacer's Toulouse - Narbonne | 2-3             | 15-25, 22-25, 25-23, 31-29, 6-15 |
| 13-04                  | Tourcoing - Arago de Sète    | 3-1             | 19-25, 25-19, 25-20, 25-20       |
| 13-04                  | Rennes - Nantes              | 3-0             | 25-16, 25-20, 25-15              |
| 13-04                  | Tours - Montpellier          | 3-1             | 25-19, 23-25, 25-23, 25-23       |

#### Classifica
| Pos. | Squadra           | Pt      | G  | V  | P  | SV | SP | Ratio | PF    | PS    | Ratio |
| ---- | ----------------- | ------- | -- | -- | -- | -- | -- | ----- | ----- | ----- | ----- |
| 1.   | Tours             | 61      | 24 | 22 | 2  | 69 | 24 | 2,875 | 2 191 | 1 948 | 1,125 |
| 2.   | Gazélec Ajaccio   | 48      | 24 | 16 | 8  | 54 | 35 | 1,542 | 2 090 | 2 024 | 1,033 |
| 3.   | Montpellier       | 46      | 24 | 15 | 9  | 56 | 36 | 1,555 | 2 133 | 2 016 | 1,058 |
| 4.   | Rennes            | 45 (-2) | 24 | 15 | 9  | 55 | 36 | 1,555 | 2 090 | 1 972 | 1,060 |
| 5.   | Nice              | 41      | 24 | 15 | 9  | 48 | 37 | 1,297 | 1 945 | 1 886 | 1,031 |
| 6.   | Chaumont          | 41      | 24 | 14 | 10 | 53 | 44 | 1,204 | 2 225 | 2 119 | 1,050 |
| 7.   | Stade Poitevin    | 35      | 24 | 12 | 12 | 43 | 45 | 0,955 | 1 932 | 1 974 | 0,979 |
| 8.   | Nantes            | 34      | 24 | 11 | 13 | 41 | 44 | 0,931 | 1 855 | 1 919 | 0,967 |
| 9.   | Tourcoing         | 29      | 24 | 9  | 15 | 38 | 52 | 0,730 | 2 033 | 2 049 | 0,992 |
| 10.  | Narbonne          | 28      | 24 | 9  | 15 | 38 | 51 | 0,745 | 1 932 | 1 988 | 0,972 |
| 11.  | Spacer's Toulouse | 24      | 24 | 7  | 17 | 33 | 53 | 0,622 | 1 877 | 2 012 | 0,933 |
| 12.  | Arago de Sète     | 17      | 24 | 6  | 18 | 24 | 62 | 0,387 | 1 780 | 2 014 | 0,884 |
| 13.  | Cannes            | 14      | 24 | 5  | 19 | 27 | 60 | 0,450 | 1 880 | 2 042 | 0,921 |

| Qualificata ai play-off scudetto |

### Play-off scudetto

#### Tabellone
|  | Quarti di finale | Quarti di finale | Quarti di finale | Quarti di finale | Quarti di finale |  |  | Semifinali | Semifinali      | Semifinali | Semifinali | Semifinali |   |   | Finale | Finale | Finale | Finale | Finale |  |
|  |                  |                  |                  |                  |                  |  |  |            |                 |            |            |            |   |   |        |        |        |        |        |  |
|  | 1                | Tours            | Tours            | 3                | 3                |  |  |            |                 |            |            |            |   |   |        |        |        |        |        |  |
|  | 8                | Nantes           | Nantes           | 0                | 0                |  |  | 1          | Tours           | Tours      | 3          | 3          |   |   |        |        |        |        |        |  |
|  | 4                | Rennes           | 1                | 3                | 2                |  |  | 5          | Nice            | Nice       | 2          | 0          |   |   |        |        |        |        |        |  |
|  | 5                | Nice             | 3                | 0                | 3                |  |  |            |                 |            |            |            |   |   | 1      | Tours  | Tours  | 3      | 3      |  |
|  | 2                | Gazélec Ajaccio  | Gazélec Ajaccio  | 3                | 3                |  |  |            |                 | 6          | Chaumont   | Chaumont   | 2 | 0 |        |        |        |        |        |  |
|  | 7                | Stade Poitevin   | Stade Poitevin   | 2                | 0                |  |  | 2          | Gazélec Ajaccio | 0          | 3          | 1          |   |   |        |        |        |        |        |  |
|  | 3                | Montpellier      | Montpellier      | 0                | 0                |  |  | 6          | Chaumont        | 3          | 1          | 3          |   |   |        |        |        |        |        |  |
|  | 6                | Chaumont         | Chaumont         | 3                | 3                |  |  |            |                 |            |            |            |   |   |        |        |        |        |        |  |

#### Risultati
| Quarti di finale |                                  |     |                                   |
|                  |                                  |     |                                   |
| 19-04            | Nantes - Tours                   | 1-3 | 25-17, 10-25, 21-25, 23-25        |
| 19-04            | Nice - Rennes                    | 3-1 | 26-24, 25-22, 25-27, 25-19        |
| 19-04            | Stade Poitevin - Gazélec Ajaccio | 2-3 | 22-25, 25-22, 25-22, 20-25, 11-15 |
| 19-04            | Chaumont - Montpellier           | 3-0 | 25-21, 25-23, 25-16               |

| 23-04 | Tours - Nantes                   | 3-0 | 25-20, 25-15, 25-22 |
| 23-04 | Rennes - Nice                    | 3-0 | 25-21, 25-20, 25-21 |
| 23-04 | Gazélec Ajaccio - Stade Poitevin | 3-0 | 25-23, 25-18, 25-17 |
| 23-04 | Montpellier - Chaumont           | 0-3 | 20-25, 21-25, 19-25 |

| 24-04 | Rennes - Nantes | 2-3 | 21-25, 25-22, 20-25, 25-16, 12-15 |

| Semifinali |                            |     |                                   |
|            |                            |     |                                   |
| 27-04      | Nice - Tours               | 2-3 | 25-25, 25-23, 23-25, 22-25, 14-16 |
| 28-04      | Chaumont - Gazélec Ajaccio | 3-0 | 25-22, 25-18, 26-14               |

| 02-05 | Tours - Nice               | 3-0 | 25-23, 25-16, 25-17        |
| 02-05 | Gazélec Ajaccio - Chaumont | 3-1 | 25-16, 25-17, 20-25, 25-20 |

| 03-05 | Gazélec Ajaccio - Chaumont | 1-3 | 25-12, 15-25, 15-25, 18-25 |

| Finale |                  |     |                                   |
|        |                  |     |                                   |
| 07-05  | Chaumont - Tours | 2-3 | 22-25, 22-25, 25-16, 25-23, 12-15 |
| 10-05  | Tours - Chaumont | 3-0 | 25-15, 25-22, 25-12               |

## Verdetti
| Squadra         | Qualificazione           |
| --------------- | ------------------------ |
| Tours           | Champions League 2019-20 |
| Chaumont        | Champions League 2019-20 |
| Gazélec Ajaccio | Coppa CEV 2019-20        |
| Nice            | Coppa CEV 2019-20        |
| Montpellier     | Challenge Cup 2019-20    |

## Statistiche
| Rendimento individuale | Rendimento individuale | Rendimento individuale | Rendimento individuale |
| Pos.                   | Nome                   | Punti                  | Squadra                |
| ---------------------- | ---------------------- | ---------------------- | ---------------------- |
| 1                      | Bram Van den Dries     | 506                    | Rennes                 |
| 2                      | Robin Overbeeke        | 489                    | Nice                   |
| 3                      | Ronald Jiménez         | 453                    | Tourcoing              |
| 4                      | Árpád Baróti           | 439                    | Narbonne               |
| 5                      | Peter Michalovič       | 424                    | Nantes                 |
| 6                      | Milan Pepić            | 415                    | Gazélec Ajaccio        |
| 7                      | Timothée Carle         | 399                    | Gazélec Ajaccio        |
| 8                      | Vasyl' Tupčij          | 395                    | Arago de Sète          |
| 9                      | Jean Patry             | 389                    | Montpellier            |
| 10                     | Hermans Egleskalns     | 368                    | Tours                  |
| 10                     | Zouheir El Graoui      | 368                    | Stade Poitevin         |

| Attacchi vincenti | Attacchi vincenti  | Attacchi vincenti | Attacchi vincenti    |
| Pos.              | Nome               | Punti             | Squadra              |
| ----------------- | ------------------ | ----------------- | -------------------- |
| 1                 | Bram Van den Dries | 442               | Rennes               |
| 2                 | Robin Overbeeke    | 415               | Nice                 |
| 3                 | Ronald Jiménez     | 407               | Tourcoing            |
| 4                 | Peter Michalovič   | 372               | Nantes               |
| 5                 | Árpád Baróti       | 355               | Narbonne             |
| 6                 | Milan Pepić        | 351               | Gazélec Ajaccio      |
| 7                 | Vasyl' Tupčij      | 345               | Template:Volley Sete |
| 8                 | Timothée Carle     | 334               | Gazélec Ajaccio      |
| 9                 | Jean Patry         | 316               | Montpellier          |
| 10                | Hermans Egleskalns | 315               | Tours                |

| Muri vincenti | Muri vincenti      | Muri vincenti | Muri vincenti  |
| Pos.          | Nome               | Punti         | Squadra        |
| ------------- | ------------------ | ------------- | -------------- |
| 1             | Krasimir Georgiev  | 63            | Rennes         |
| 2             | Gojko Ćuk          | 58            | Nice           |
| 3             | Taylor Averill     | 57            | Chaumont       |
| 4             | Jean-Philippe Sol  | 56            | Narbonne       |
| 5             | Rodney Ken-Ah-Kong | 52            | Nice           |
| 6             | Alejandro Vigil    | 51            | Narbonne       |
| 7             | Aleksej Nalobin    | 50            | Montpellier    |
| 8             | Javier González    | 48            | Montpellier    |
| 8             | Thomas Koelewijn   | 48            | Stade Poitevin |
| 10            | Jean Patry         | 47            | Montpellier    |
| 10            | Dmytro Teryomenko  | 47            | Tours          |

| Battute vincenti | Battute vincenti  | Battute vincenti | Battute vincenti |
| Pos.             | Nome              | Punti            | Squadra          |
| ---------------- | ----------------- | ---------------- | ---------------- |
| 1                | Árpád Baróti      | 51               | Narbonne         |
| 1                | Dmytro Teryomenko | 51               | Tours            |
| 3                | Timothée Carle    | 44               | Gazélec Ajaccio  |
| 3                | Arthur Szwarc     | 44               | Arago de Sète    |
| 5                | Robin Overbeeke   | 41               | Nice             |
| 6                | Taylor Averill    | 40               | Chaumont         |
| 7                | Jan Galabov       | 39               | Nice             |
| 7                | Danijel Koncilja  | 39               | Cannes           |
| 9                | Daryl Bultor      | 38               | Arago de Sète    |
| 10               | Miguel Tavares    | 36               | Rennes           |

NB: I dati sono riferiti esclusivamente alla regular season.